# Nueces
Il Rio Nueces è un fiume del Texas, negli Stati Uniti d'America. Il suo corso copre circa 507 km.

## Geografia
Il fiume, l'ultimo grande fiume del Texas prima del Rio Grande, ha la sua sorgente sull'Altopiano Edwards, nella Contea di Real, 80 km a nord della città di Uvalde. Scorre nella regione centrale e meridionale del Texas, attraversando la Texas Hill Country, dirigendosi verso sud-est dove si getta nel Golfo del Messico, dopo aver attraversato la città di Corpus Christi, l'unica grande città che incontra lungo il suo percorso.